# Радовчичі (Конавле)
42°31′ пн. ш. 18°20′ сх. д. / 42.51° пн. ш. 18.34° сх. д.
Радовчичі (хорв. Radovčići) — населений пункт у Хорватії, в Дубровницько-Неретванській жупанії у складі громади Конавле.

## Населення
Населення за даними перепису 2011 року становило 228 осіб.
Динаміка чисельності населення поселення: